# Sean Davis
Sean Davis (født 20. september 1979 i London, England) er en tidligere engelsk fodboldspiller, der spillede som midtbanespiller senest hos Bolton Wanderers. 

## Landshold
Davis nåede aldrig at optræde for Englands A-landshold, men spillede mellem 2000 og 2002 tolv kampe for landets U-21 hold.

## Titler
FA Cup
- 2008 med Portsmouth F.C.